# Ormosia cornutoides
Ormosia cornutoides là một loài ruồi trong họ Limoniidae. Chúng phân bố ở miền Cổ bắc.